# Bystřice pod Hostýnem
Pour les articles homonymes, voir Bystřice.
Bystřice pod Hostýnem (en allemand : Bistritz am Hostein) est une ville du district de Kroměříž, dans la région de Zlín, en Tchéquie. Sa population s'élevait à 8 002 habitants en 2025.

## Géographie
Bystřice pod Hostýnem se trouve à 20 km au nord de Zlín, à 24 km au nord-est de Kroměříž, à 81 km à l'est-nord-est de Brno et à 245 km à l'est-sud-est de Prague.
La commune est limitée par Blazice et Vítonice au nord, par Mrlínek et Chvalčov à l'est, par Slavkov pod Hostýnem, Brusné, Chomýž et Jankovice au sud, et par Prusinovice, Lipová et Křtomil à l'ouest.

## Histoire
Les environs de Bystřice pod Hostýnem sont habités depuis la préhistoire. La plus ancienne trace écrite remonte au 8 janvier 1368, lorsque la ville de Bystřice devint la propriété de Boček de Kunštát, l'arrière-grand-père du roi Georges de Bohême. Boček commença à construire sa résidence sous la colline voisine de Tesák. Au XVe siècle, le siège des seigneurs de Bystřice se déplace à Bystřice. En 1440, le château local est mentionné pour la première fois. En 1650, la famille Rottal achète le domaine.
En 1747, František Antonín de Rottal fait construire une église de pèlerinage. En 1827, Bystřice passe aux mains du seigneur libre Olivier Loudon, descendant d'un célèbre général. C'est alors que Bystřice atteint sa plus grande renommée et prospérité. Olivier et son fils Ernst étaient tous deux des botanistes enthousiastes et cultivaient de nombreuses plantes intéressantes à Bystřice. Une rare allée de platanes, vieille de plus de 150 ans, a été conservée à Bystřice jusqu'à ce jour. Les Loudon ont été les derniers propriétaires nobles du domaine et ce jusqu'en 1933.
Au milieu du XIXe siècle, la station thermale de Bystřice traite les maladies du système respiratoire par l'air frais, les bains de conifères et la zincica (lait de brebis). Bystřice a prospéré après 1817 grâce au Manuscrit royal. C'est à cette occasion que les pèlerinages à Saint-Hostýn virent le jour. En conséquence, le nombre de métiers liés aux pèlerinages augmenta, et la production de pain d'épices, de bougies et d'offrandes en cire se développa.
En 1861, des industriels allemands, Michael Thonet et son fils August, fondèrent une importante usine de meubles en bois courbé. L'expansion de la production industrielle entraîna un afflux important de nouveaux travailleurs et de nouveaux habitants à Bystřice, qui fut promue au statut de ville en 1864. Le chemin de fer arriva à Bystřice en 1882.

## Galerie

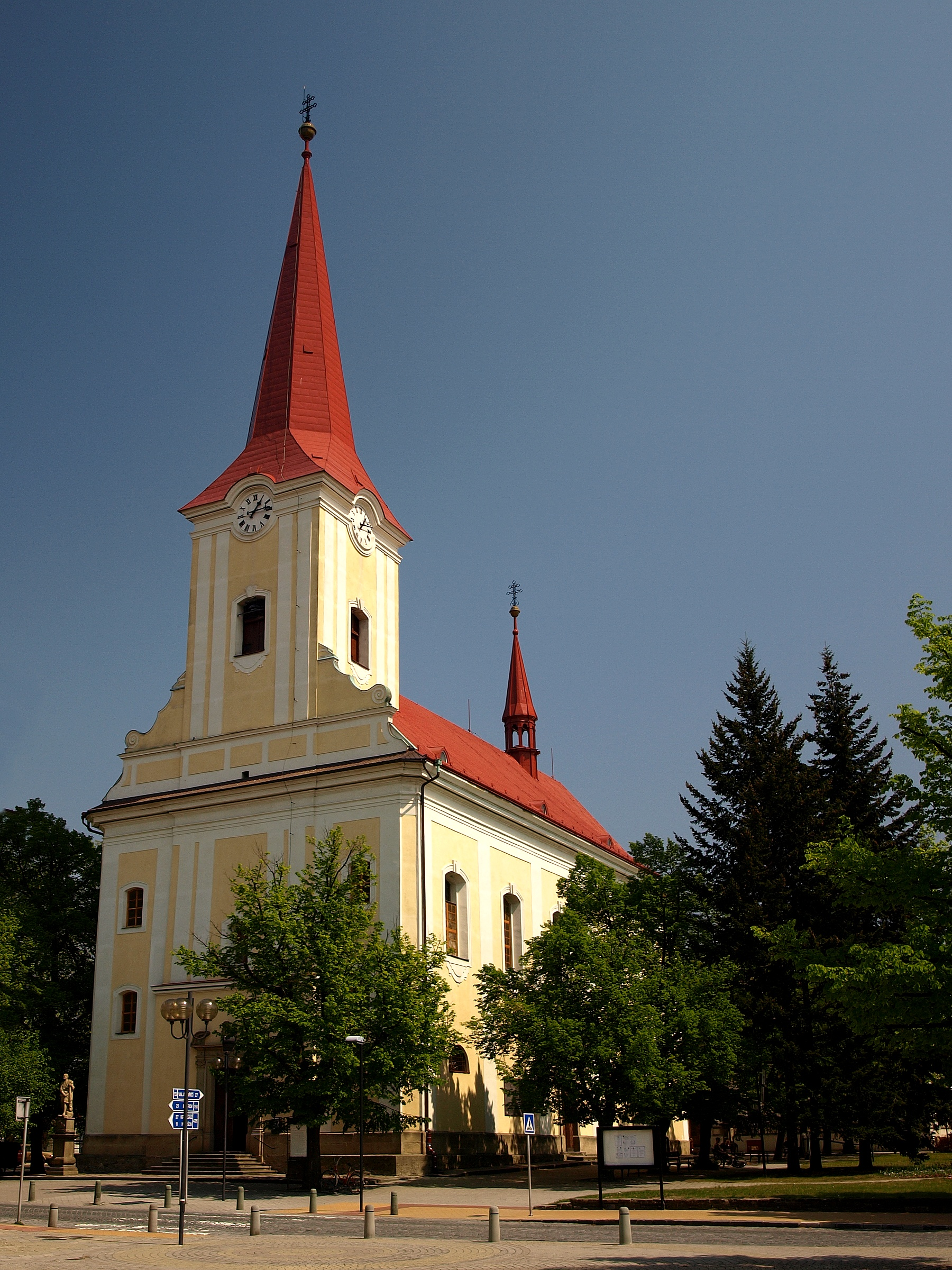
Église Saint-Gilles.
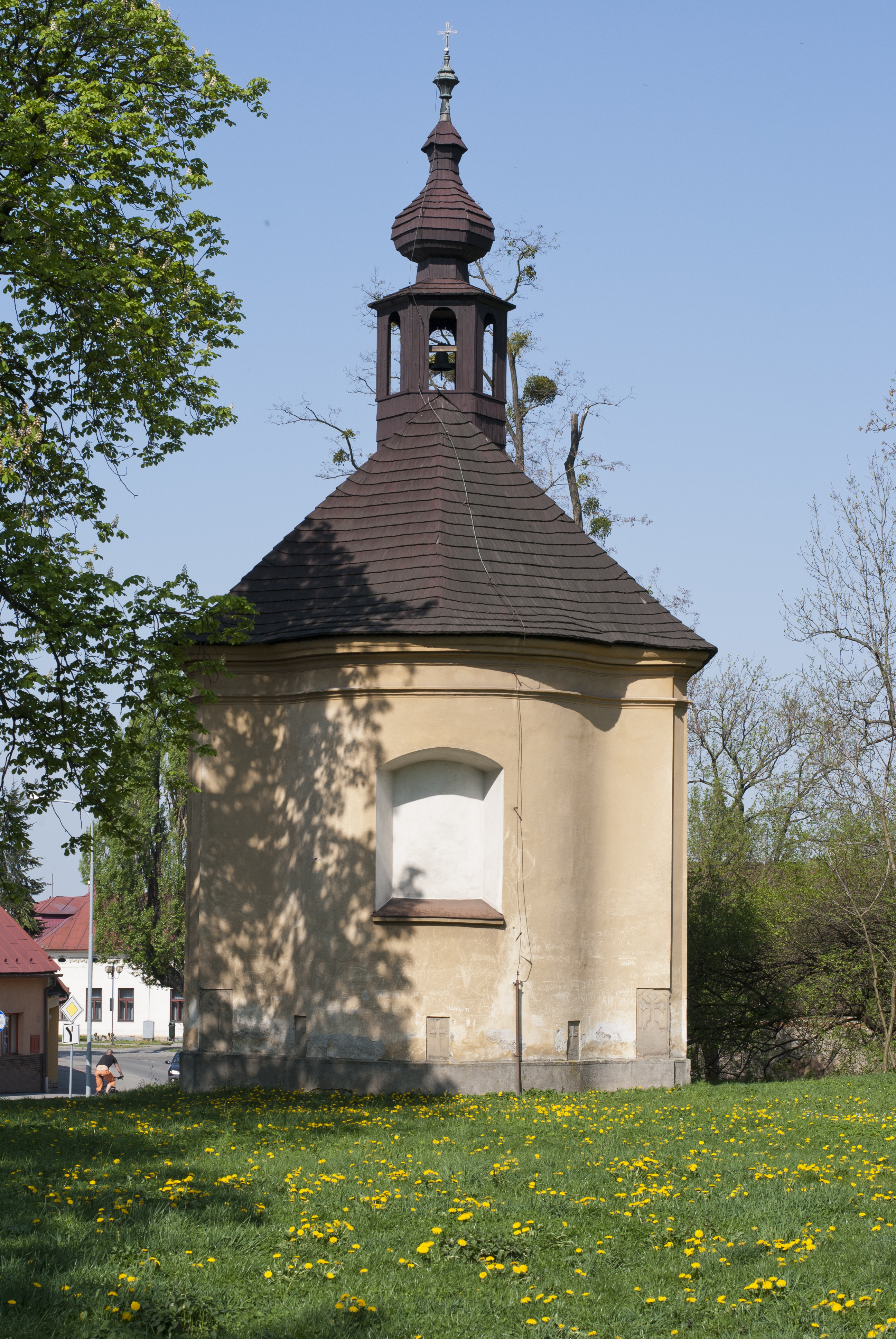
Chapelle Saint-Laurent.

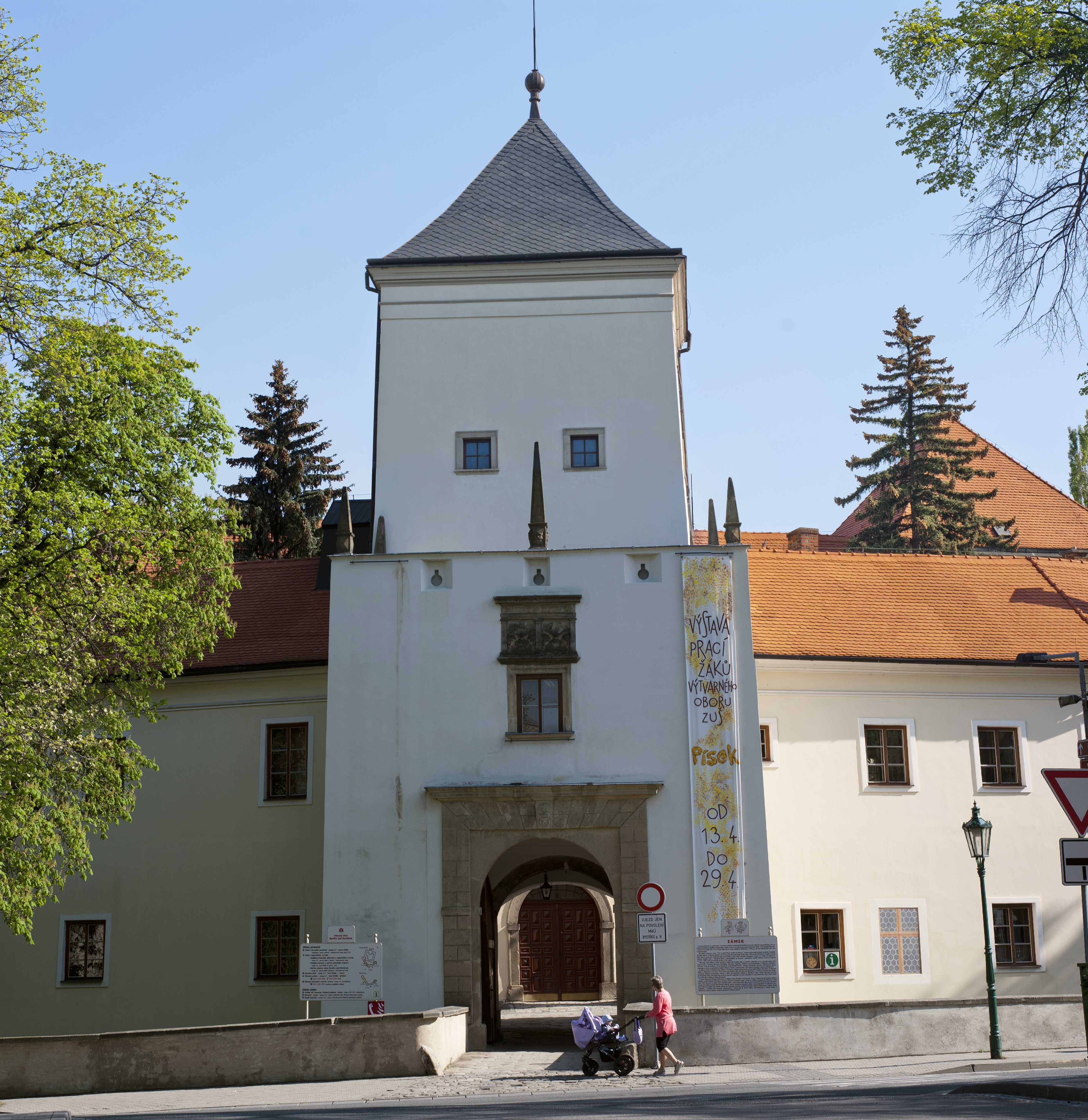
Château de Bystrice : portail d'entrée.
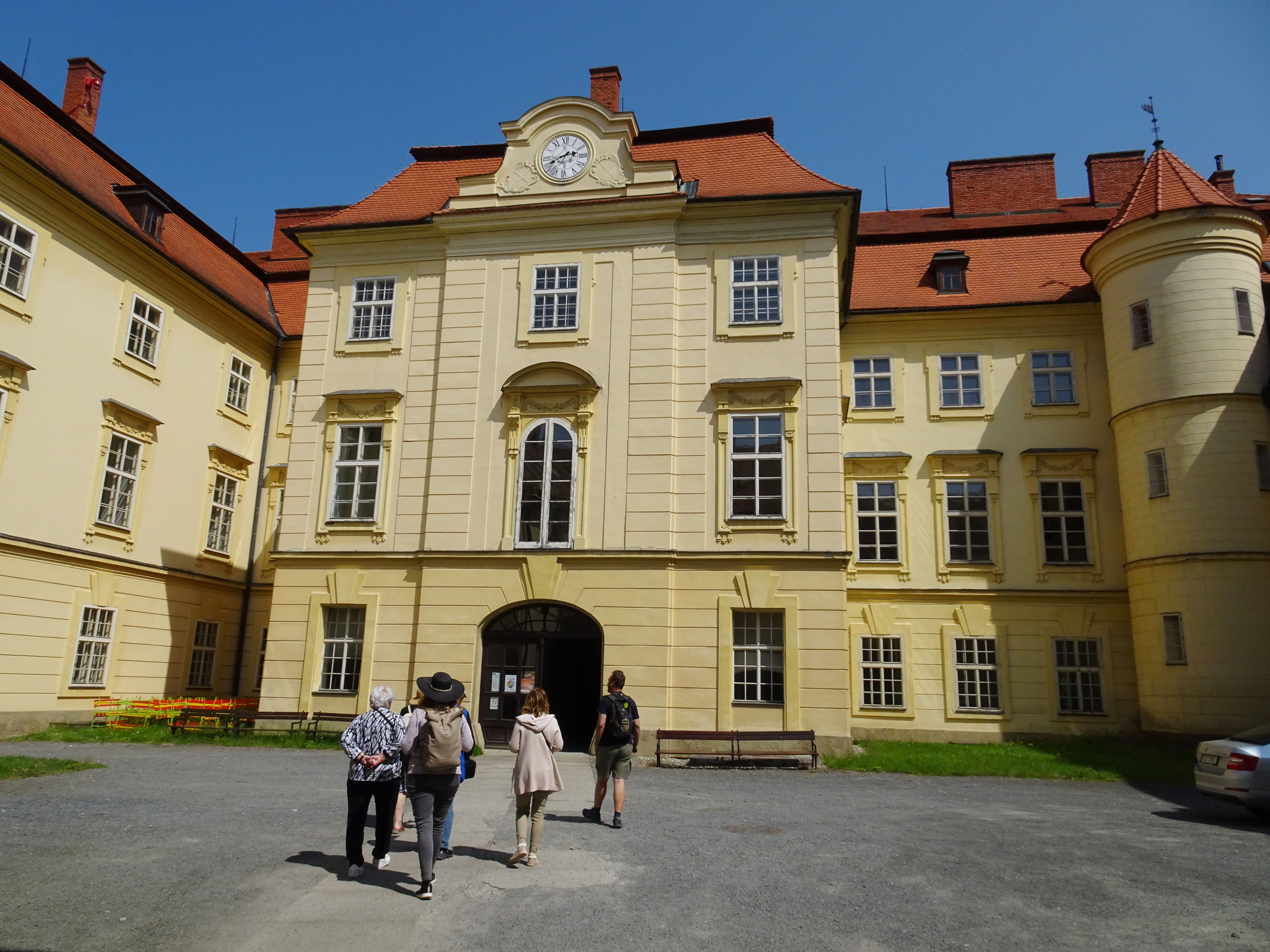
Cour du château.

## Transports
Par la route, Bystřice pod Hostýnem se trouve à 20 km de Přerov, à 29 km de Kroměříž, à 28 km de Zlín, à 91 km de Brno et à 297 km de Prague.

## Personnalités
- Theodor Čejka (1878-1957)
- Ferdinand Greinecker (1893-1952)
- Bohumil Jahoda (1910-1969)
- Jaroslav Kozlík (1907-2012)
- Klaudius Madlmayr (1881-1963)
- František Ondrúšek (1861-1932)
- František Táborský (1858-1940)
- Libor Vojkůvka (* 1947)
- Felix Zbořil (1916-1991)
- Bohuslav Fuchs (1895-1972)
- Jan Sládek (1898-1983)